# Шевалье, Николя (художник)
Никола Шевалье (9 мая 1828 — 15 марта 1902) — русский, австралийский и британский живописец и путешественник швейцарского происхождения.
Родился в семье Людовика Шевалье, приехавшего в Российскую империю из кантона Во и служившего распорядителем имения у Витгенштейна. Проведя детство и отрочество в Санкт-Петербурге, в 1845 году возвратился в своё отечество, получил первоначальное образование в Лозанне и затем три года изучал архитектуру в Мюнхене под руководством Л. Ланге. В 1851 году перебрался в Лондон, много работал там для Грюнера и для издания Лэрда (Layard) «Ниневия». В 1852 году провёл некоторое время в Риме, совершенствуясь в рисовании и живописи с натуры, оттуда отправился в 1853 году вместе со своим младшим братом в Австралию, где писал с большим успехом картины разного содержания и в течение семи лет был сотрудником иллюстрированного журнала «Melbourn Punch».

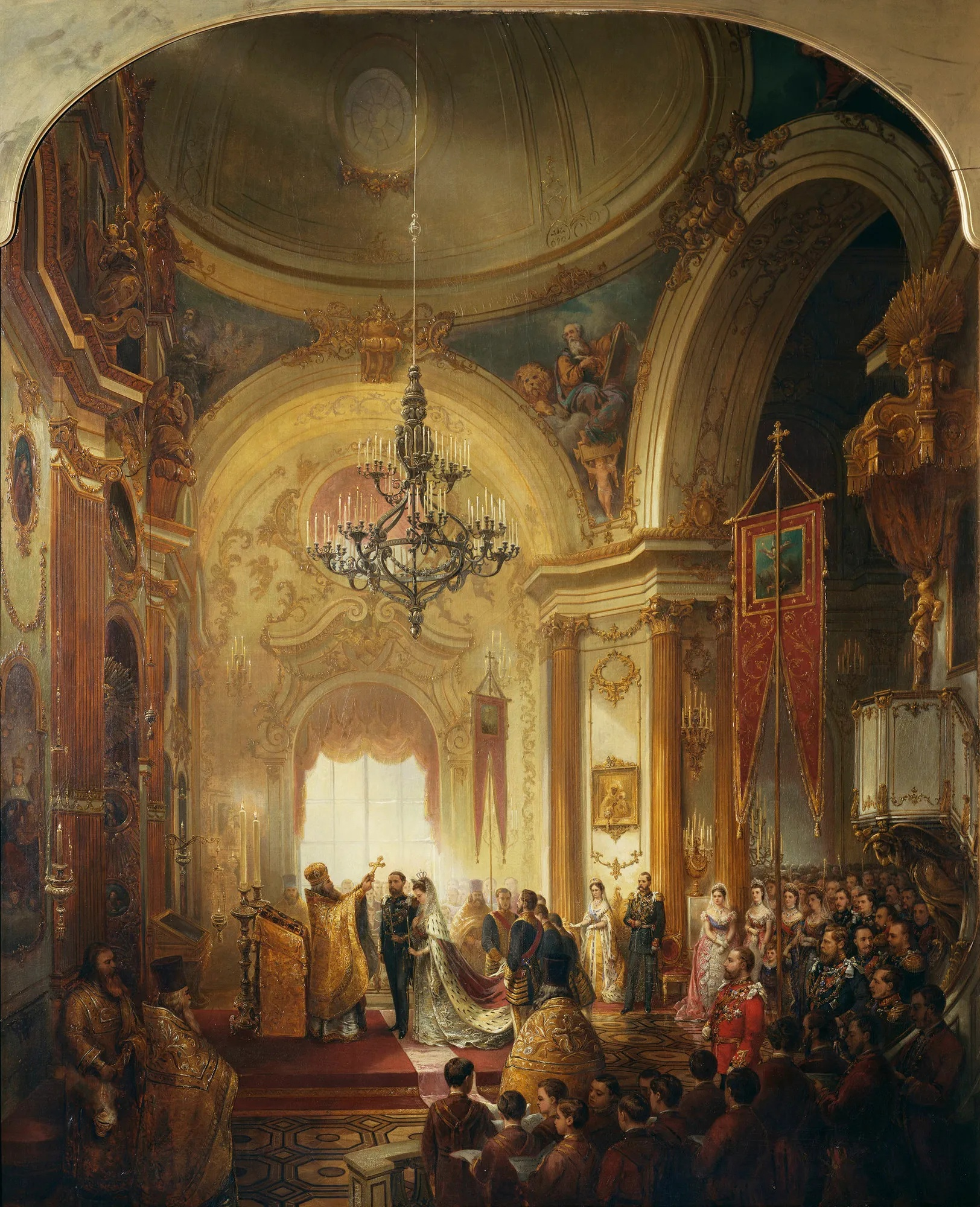
Картина «Бракосочетание герцога Эдинбургского с великой княжной Марией Александровной» (в Санкт-Петербурге в 1874 г.)

В эту же пору своей деятельности художник в обществе гидрографа Г. Неймейера посетил живописные места Виктории, совершил поездку в Новую Зеландию и сопровождал (в 1869 году) герцога Эдинбургского в его плавании в Китай и Японию. В 1873 году возвратился в Лондон с огромным запасом этюдов, сделанных в этих путешествиях, на основе которых принялся писать пейзажи, архитектурные виды и жанровые сцены. Эти произведения появлялись в большом количестве на лондонских выставках и возбуждали сильный интерес в публике; кроме экзотических сюжетов художник изображал также английские природу, здания и жизнь. С 1871 по 1887 год регулярно выставлял свои картины на выставках Лондонской академии художеств. Последнюю картину написал в 1895 году, после чего отошёл от дел.

Наиболее известные произведения Николы Шевалье — «Благодарственная процессия в лондонский собор св. Павла 27 февраля 1873 года», написанная по заказу королевы Виктории; «Внутренность Павловского собора» во время того же торжества (пандан предыдущей картины); «Бракосочетание герцога Эдинбургского с великой княжной Марией Александровной» (написано в Санкт-Петербурге, куда художник приезжал в свите жениха); «Большой парад по случаю свадьбы герцога» (то же); «Торжественное открытие Венской всемирной выставки 1873 года»; «Китайская дама за игрой» и «Восточный овчар».